# Gericht Katzenberg
Das Gericht Katzenberg (auch Enklave bzw. Exklave Katzenberg) war eine mittelalterliche Verwaltungseinheit für eine Anzahl von Dörfern und später eine Exklave des ehemaligen Kurfürstentums Hessen am Nordrand des Vogelsbergs.

## Geschichte

### Mittelalter
Das Gericht Katzenberg wurde vermutlich aus dem gleichnamigen Zentbezirk gebildet. Die Gerichtsstätte war auf dem 293 m hohen Katzenberg östlich des Baches Antrift zwischen den Orten Seibelsdorf und Ruhlkirchen bzw. auf dem nordöstlich davon liegenden, 350 m hohen Richtberg.
Die Gegend wurde von einem Schüler des Bonifatius christianisiert. Das Gebiet des Gerichts Katzenberg gehörte zum Erzbistum Mainz und war ab dem 13. Jahrhundert eine mainzische Enklave innerhalb der Landgrafschaft Hessen. Bereits ab 1247 hielten die Grafen von Ziegenhain das Gericht Katzenberg, Sitz in Ruhlkirchen, als mainzisches Lehen, nachdem eine Witwe Kuppel, geb. Schenck zu Schweinsberg, gegen eine Geldzahlung darauf verzichtet hatte. Ortsadel ist in dieser Zeit in Ohmes, Seibelsdorf und Ruhlkirchen bekundet.
Als die Grafen von Ziegenhain mit Johann II. im Jahre 1450 im Mannesstamm ausstarben, zog das Erzstift Mainz das Gericht Katzenberg als erledigtes Lehen ein. 1464 versetzte das Erzstift das Gericht Katzenberg für 322 rheinische Gulden an den Deutschen Orden in Marburg, 1477 an den landgräflichen Hofmeister Hans von Dörnberg.

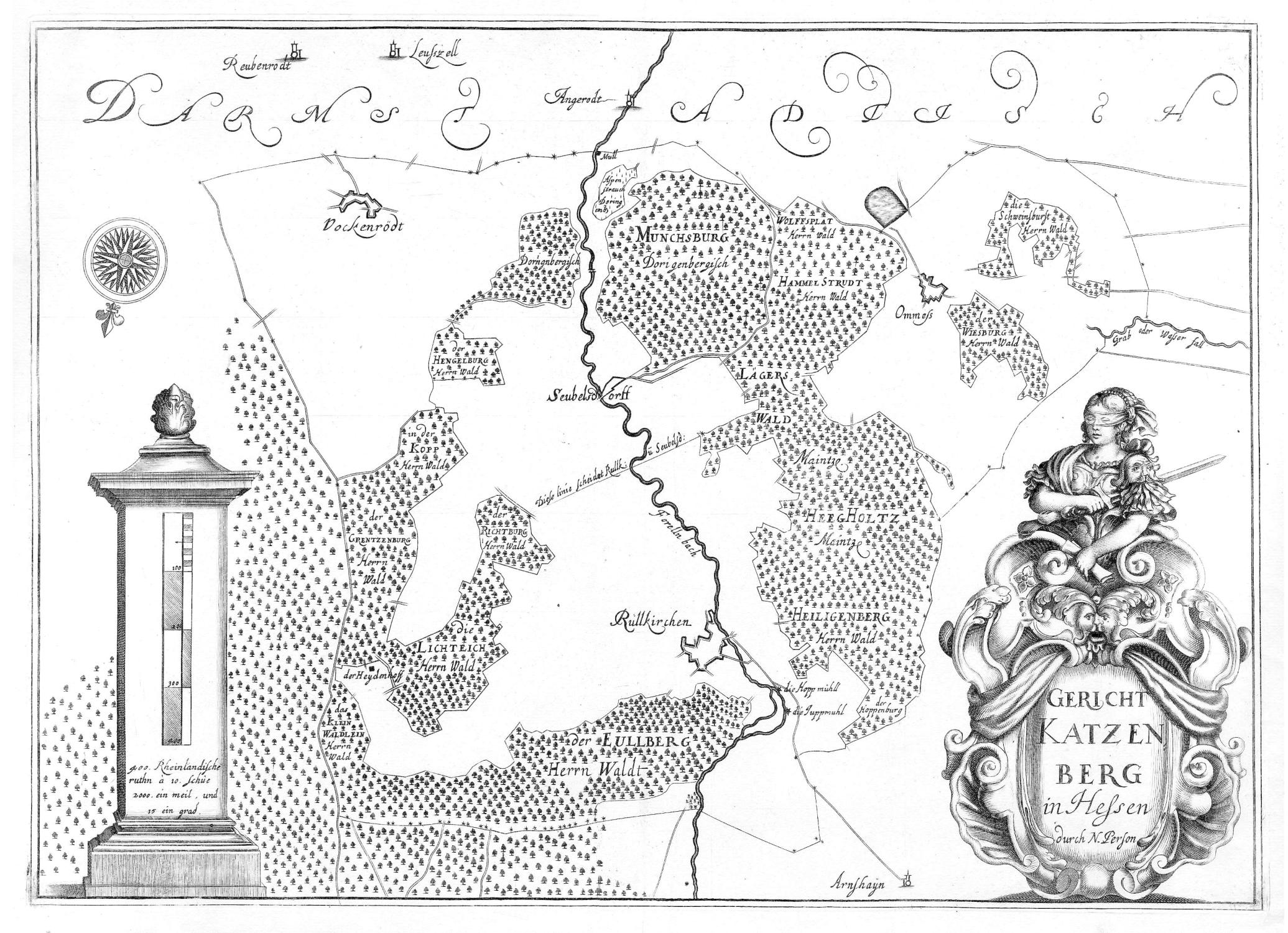
Der Gerichtsbezirk Katzenberg im Jahre 1694: Kupferstich des Mainzer Kartographen Nikolaus Person

### Neuzeit
1526/27 führte Landgraf Philipp I. die Reformation in der Landgrafschaft Hessen ein, und vermutlich von 1550 bis 1643 war auch das Gericht Katzenberg protestantisch; allerdings war bereits seit 1604 wieder ein katholischer Pfarrer dort tätig.
In der Folge der Französischen Revolution wurde 1792 der Kurfürst von Mainz vertrieben und der Bezirk des Gerichts Katzenberg 1797/98 durch Einheiten des französischen 6. Chasseur-Regiments besetzt. Noch heute gibt es im Gebiet des vormaligen Gerichtes Katzenberg die ursprünglich französischen Nachnamen „Bonnard“ und „Fromandi“. Mit der Säkularisation und dem Reichsdeputationshauptschluss 1803 nahm Hessen-Kassel die ehemals mainzischen Ämter in Mittel- und Nordhessen in Besitz: Zusammen mit Amt und Stadt Neustadt und den drei zum Amt Neustadt gehörigen Dörfern kamen die vier Dörfer des Gerichts Katzenberg zum neu gebildeten Fürstentum Fritzlar und mit diesem an Hessen-Kassel. Kirchlich gehörten die weiterhin katholischen Gemeinden des Gerichts Katzenberg nunmehr zum Bistum Fulda. Bei der kurhessischen Verwaltungsreform von 1821 kam der Gerichtsbezirk Katzenberg zum neu gebildeten Kreis Kirchhain und blieb dort 45 Jahre.
Nach dem Krieg von 1866 wurde der „Distrikt Katzenberg“ mit dem Friedensvertrag vom 3. September 1866 dem Großherzogtum Hessen(-Darmstadt) zugeschlagen, wo er in den Kreis Alsfeld eingegliedert wurde. Das kurhessische Recht galt als Partikularrecht aber weiter. Erst das Bürgerliche Gesetzbuch, das einheitlich im ganzen Deutschen Reich galt, setzte es außer Kraft.
In der Folge des Wechsels des Gerichtes Katzenberg in das Großherzogtum Hessen trat das Bistum Fulda nach Aufforderung des päpstlichen Nuntius den Kirchsprengel 1889 an das Bistum Mainz ab.
Zum 1. Januar 1971 schlossen sich die Gemeinde Bernsburg und die vier einstigen Katzenberggemeinden Ohmes, Seibelsdorf, Ruhlkirchen und Vockenrod zur Gemeinde Antrifttal zusammen.

## Gebietsumfang
Das Gericht Katzenberg umfasste die nachfolgenden Ortschaften, von denen eine Reihe im Laufe der Zeit wüst fielen:
- Burkendorf (Wüstung)
- Eisenwerkel (Wüstung)
- Engelborn (gegründet im 5. bis 8. Jahrhundert, Wüstung)
- Hermannshain (Wüstung)
- Ohmes (älteste erhaltene Erwähnung 1238)
- Ohmesdorf (gegründet im 5. bis 8. Jahrhundert, Wüstung)
- Reprode (Wüstung)
- Reutershain (Wüstung)
- Rothartshain (Wüstung)
- Ruhlkirchen (älteste erhaltene Erwähnung 1231)
- Seibelsdorf (älteste erhaltene Erwähnung vermutlich 1270)
- Smydestocke (Wüstung)
- Vockenrod (gegründet vermutlich im 12. Jahrhundert; älteste erhaltene Erwähnung 1263)